# Cruiser Tank Mk V Covenanter

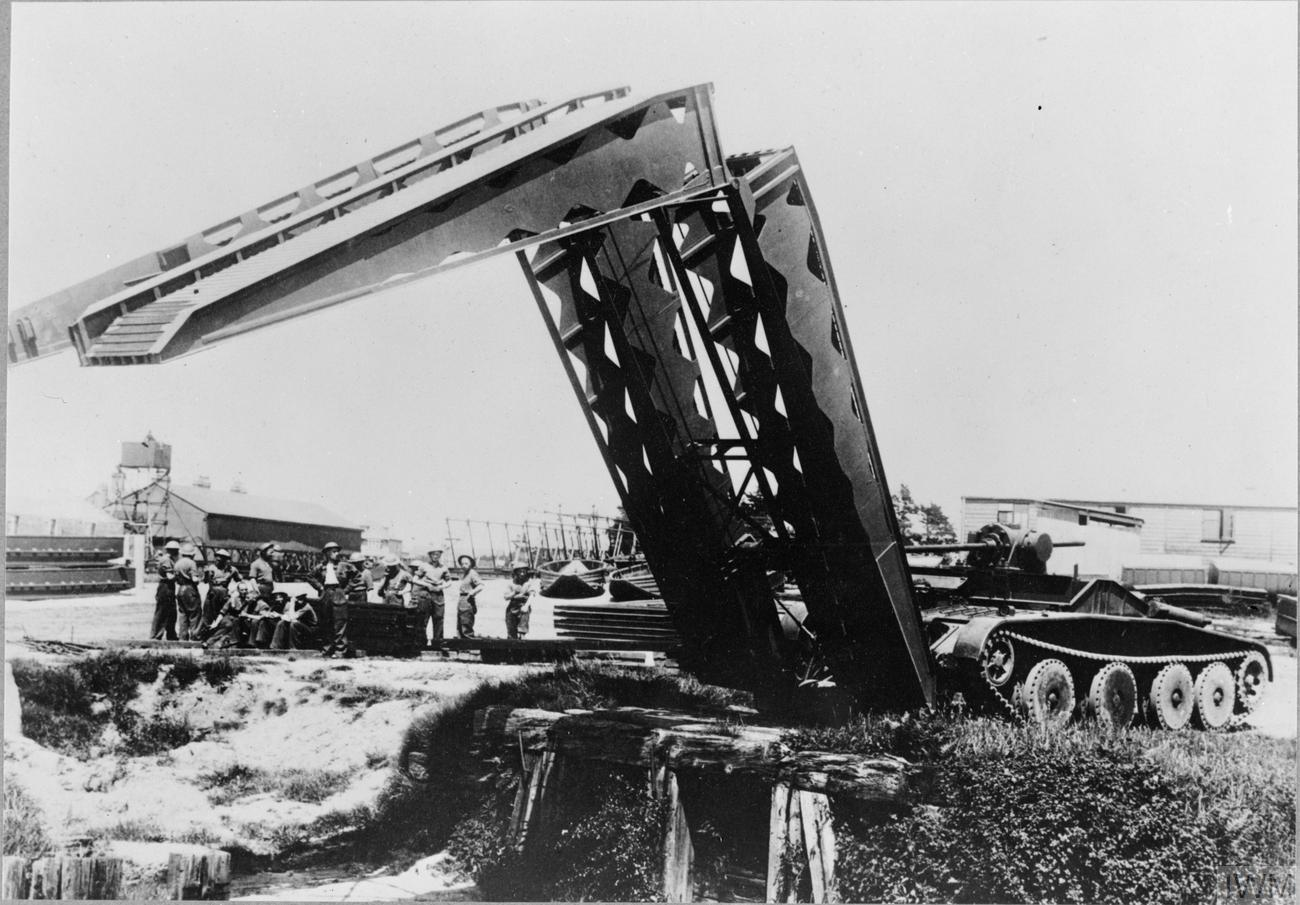
Brückenlegepanzer

Der Cruiser Tank Mk V Covenanter (A 13 Mk III) war ein britischer Panzerkampfwagen der Cruiser-Tank-Klasse im Zweiten Weltkrieg, der zwischen 1938 und 1939 entwickelt worden war und Anfang 1940 in Serienfertigung ging. Er entstammte der Fertigungslinie der A13-Cruiser-Panzer und wies eine stärkere Panzerung und durch einen neuen Turm eine völlig neue, niedrigere Gesamthöhe gegenüber seinen Vorgängern auf. Anhaltende Probleme mit der Kühlung des Motors und hohem Bodendruck führten dazu, dass der Covenanter nie von britischen Panzerverbänden im Kampf eingesetzt wurde.
Seine historische Bedeutung liegt darin, dass er der erste Cruiser Tank war, der neben der Typenbezeichnung noch einen eigenen Namen erhielt.

## Entwicklung
Der Panzer erhielt seinen Namen von den Covenanters, einer religiösen, schottischen Gruppierung auf den britischen Inseln zur Zeit des Krieges der Drei Königreiche im 17. Jahrhundert.
Nach einer Reise in die Sowjetunion im Jahr 1936 regte der stellvertretende Direktor of Mechanisation, Lieutenant-Colonel Martel, die bisherigen neuen Cruiser Tanks um einen mittleren Typ mit stärkerer Panzerung zu ergänzen, der jedoch immer noch eine ausreichend hohe Geschwindigkeit erreichen konnte, dass er der Aufgabe der Cruiser Tanks gerecht wurde.
Das War Office gab schließlich 1938 die Ausschreibung für den besser gepanzerten Nachfolger des Cruiser Tanks Mk IV heraus: Nuffield Motors präsentierte den A16, London, Midland and Scottish Railway Company (LMS) den A14, beide wurden als zu teuer bewertet und man entschied sich 1939 für einen günstigeren und leichteren Panzer, der im Rahmen der A13 Spezifikation lag. Dabei waren die Ordnance QF 2-pdr, mindestens ein Maschinengewehr, das A13 Christie Fahrwerk geschützt in der Unterwanne, epizyklische Steuerungsübertragung und eine Mindestpanzerung von 30 Millimetern gefordert. Die 30-mm-Standardpanzerung durfte jedoch auch durch dünnere geneigte Winkel erreicht werden, wenn der Wirkungsgrad dem einer 30-mm-Panzerung entsprach.
Das neue Fahrzeug hatte jedoch mit den beiden existierenden Typen A16 und A14 nur die Bewaffnung und das Christie-Laufwerk gemeinsam. Um das Gewicht gering zu halten, wurde viele schräge Panzerungselemente verwendet. Damit konnten die Silhouette niedrig gehalten, im Fahrwerk gewinkelte Schwingarme verwendet und ein flacher Motor verbaut werden. Der speziell entworfene Motor leistet 300 PS. Vom A16-Entwurf stammten die Steuerung und das Wilson-Getriebe.
Die Entwurfsarbeit wurde von LMS geliefert, dort hatte man allerdings keine Vorerfahrung mit der Konstruktion und Fertigung von Kampfwagen. Hintergrund war, dass die britische Regierung in Erwartung eines möglichen Krieges möglichst viele Unternehmen einbinden wollte, die bereits Erfahrungen in diesem Segment hatten. Der Entwurf hatte eine geschweißte Wanne, anders als die zu dieser Zeit noch üblichen genieteten Fahrzeuge. Der Turm war von Nuffield Motors designt worden, und Meadows entwarf den geforderten flachen Motor.
Am 17. April 1939, noch bevor ein einziger Prototyp fertig war, erhielt LMS eine Bestellung über 100 Fahrzeuge. Schnell folgten weitere Bestellungen und English Electric und Leyland Motors begannen ebenso wie LMS mit der Fertigung des Covenanter, wodurch letztlich 1.771 Fahrzeuge gebaut wurden. Auch Nuffield hatte man angefragt, doch dort hatte man sich entschieden, einen eigenen Entwurf zu entwickeln, basierend auf dem A 13. Dieser war der deutlich bessere Nachfolger des Covenanter: Der  Cruiser Tank Mk VI Crusader (A15).

## Einsatz
Das Fahrzeug wurde in der Heimatverteidigung für die Ausrüstung verschiedener britischer Panzerverbände und als Ausbildungsfahrzeug verwendet.
Anhaltende Probleme mit der Kühlung sorgten dafür, dass die Varianten Mk I, Mk II und Mk III als nicht außerhalb von Großbritannien einsetzbar eingestuft wurden. Insbesondere in wärmeren Klimazonen war der hitzeempfindliche Typ nicht einsetzbar. Das Ausmaß der Probleme wurde erst während der Fertigung offensichtlich. Ein weiteres großes Problem war der hohe Bodendruck durch die schmalen Ketten des Christie-Laufwerks.
Bei der Feldartillerie wurde der Covenanter als Befehls- und Beobachtungspanzer eingesetzt.
Bei der Wehrmacht wurde das Fahrzeug in der Loseblattsammlung Kennblätter fremden Geräts unter der Bezeichnung Kreuzer-Panzerkampfwagen Mk V 745 (e) geführt.

## Varianten
- Covenanter Bridgelayer – Zahlreiche Exemplare wurden zu  Brückenlegepanzern umgebaut. Diese kamen auch bei australischen und exiltschechischen Streitkräften zum Einsatz.
- Covenanter AMRA – Versuchsfahrzeug mit Anti-Mine Roller Attachment (Minenräumwalzen)
- Covenanter OP – Beobachtungsfahrzeug
- Covenanter Command – Führungsfahrzeug mit spezieller Funkausrüstung
- Covenanter ARV – Armoured Recovery Vehicle (Bergepanzer)

## Technische Daten
- Gewicht: 18,3 t,
- Länge: 5,79 m,
- Breite: 2,46 m,
- Höhe: 2,15 m,
- Bewaffnung
  - 1 × 40-mm-Kanone,
  - 1 × 7,92-mm-Besa-MG